# Antoni Sygietyński
Antoni Sygietyński, pseudonym „Gosławiec“ (5. března 1850 Gosławice, Polsko – 14. června 1923 Varšava) byl polský literární, hudební a divadelní kritik, naturalistický romanopisec, zastánce realismu v malbě a naturalismu v próze, pianista, pedagog.

## Životopis
Jeho rodiče byli Leon Sygietyński (1822–1891) a Malwina rozená Krzyżanowska (1820).
Jeho nejstarší bratr Karol (1847–1863) byl zabit v Lednovém povstání a rodinný majetek byl zabaven. Antoni vyrůstal ve Varšavě. Přátelil se s Aleksanderem Gierymskim. V roce 1869 absolvoval hodiny klavíru na Hudebním institutu ve Varšavě. Studoval také na konzervatoři v Lipsku, ve Vídni a estetiku a dějiny umění v Paříži. Během svého pobytu ve francouzské metropoli navázal spolupráci s několika varšavskými novinami.
Do Polska se vrátil v roce 1881 s dcerou argentinského farmáře. Vyučoval hru na klavír v Hudebním institutu a přednášel o estetice. Spolupracoval s četnými časopisy. V letech 1888–1893 byl aktivistou Polské ligy. Vyvíjel také politickou činnost, angažoval se v Demokratické unii a redigoval její časopis. V roce 1907 byl krátce vězněn ve varšavské citadele. Byl členem Polské pokrokové strany a Národní pokrokové strany. Na sklonku života byl vedoucím tiskového a zábavního oddělení na vládním komisariátu. byl pohřben na hřbitově Powązki ve Varšavě.
Antoni byl dvakrát ženatý. Se svou první ženou Ubaldou rozenou Da Silva Martins (1860) měl tři děti: Stanisława (1882), Marii (1883–1918) a architekta Aleksandera (1885–1936).
Ze vztahu s druhou manželkou Helenou rozenou Golińskou (1871–1958), se kterou měl také tři děti: Antonínu (1892–1960), provdanou za Romana Machnického, Žofii (1895–1931), provdanou za Augusta Wiktora Nowosielského a Tadeusze (1896–1955), zakladatele kapely Mazowsze.

### Tvorba
Autor diskuse o programu Polské ligy – Co robić (Paříž 1891).
Vydal: soubor článků Współczesna powieść we Francji, monografii Maksymilian Gierymski (1906), romány: Na skałach Calvados (1884) a Wysadzony z siodła (1891) a sbírky povídek: Drobiazgi (1900) a Święty ogień (1918). Jeho poslední román Pan Jezus w Przegorzałach se ztratil v rukopise.

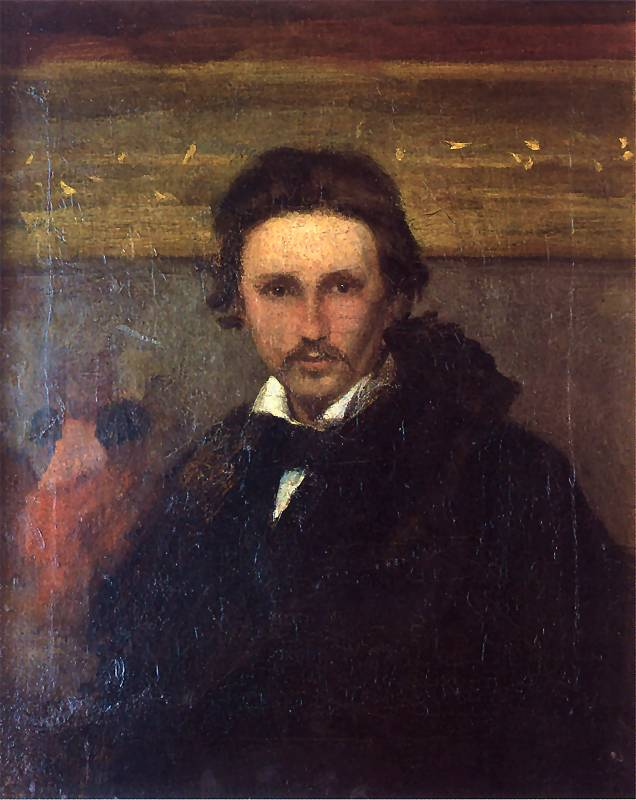
portrét od Adama Chmielowského

## Dílo
- Na skałach Calvados – 1884
- Wysadzony z siodła – 1891
- Drobiazgi – 1900
- Maksymilian Gierymski – 1906
- Święty ogień – 1918
- Pisma krytyczne wybrane – zebrał, sprawdził i przedmowę napisał Zygmunt Szweykowski. Warszawa: Institut Literacki, 1932
- Gemma; Nasza kochana pani – Warszawa: Książka i Wiedza, 1950
- Pisma krytyczne: krytyka literacka i artystyczna – wybrał i opracovał Jan Zygmunt Jakubowski. Kraków: Państwowy Instytut wydawniczy, 1950
- Skałotocz-palczak; Ciocia Teosia: [Opowiadania] – Warszawa: Książka i Wiedza, 1950
- Wysadzony z siodla: povieść z źycia wspólczesnego – Kraków: Wydavnictvo Literackie, 1955
- Na skałach Calvados: opwieść z życia normandzkich rybaków – Kraków: Wydavnictvo Literackie, 1956
- Nowele wybrane – wyboru dokonał i posłowicą opatrzył Tomasz Weiss. Kraków: Wydavnictvo Literackie, 1957
- Korespondencja Antoniego Sygietyńskiego i Piotra Chmielowskiego: wdugłos z lat 1880–1904 – opracował, wstępem i komentarzem opatrzył Edward Kiernicki. Wrocław: Zakład narodowy im. Ossolińskich, 1963
- Balet Warszawski na przełomie XIX i XX wieku – oprac. i wstępem opatrzyła Boźena Mamontowicz-Łojek. Kraków: Polskie Wydawnictvo Muzyczne, 1971
- O teatrze i dramacie – wybór Tomasza Weissa; przypisy oprac. Emil Orzechowski. Kraków: Wydawnictwo Literackie, 1971
- Pisma krytycznoliterackie – wstęp i wybór Tomasza Weissa. Kraków: Wydawnictwo Literackie, 1971

### V češtině
- Gemma – ze sbírky Drobiazgi přeložil Jaroslav Ráček; in: 1000 nejkrásnějších novel... č. 30. Praha: J. R. Vilímek, 1912
- Matčin hřích: román z pražského života – Ladislav Hájek; [obsahuje též: Oněgin – J. R. Hradecký. Herečka – Antoni Sygietński. Zpověď – K. L. Pozdě – Milada M. Veselá]. Praha: Karel Ločák, 1924